# 大深山黛眼蝶
大深山黛眼蝶（学名：Lethe bojonia），又名波氏蔭蝶;韋氏黑蔭蝶、淡紋蔭蝶、淡竹眼蝶、淡紋黛眼蝶，为蛺蝶科黛眼蝶屬下的一个种。